# Autoritratto con un amico

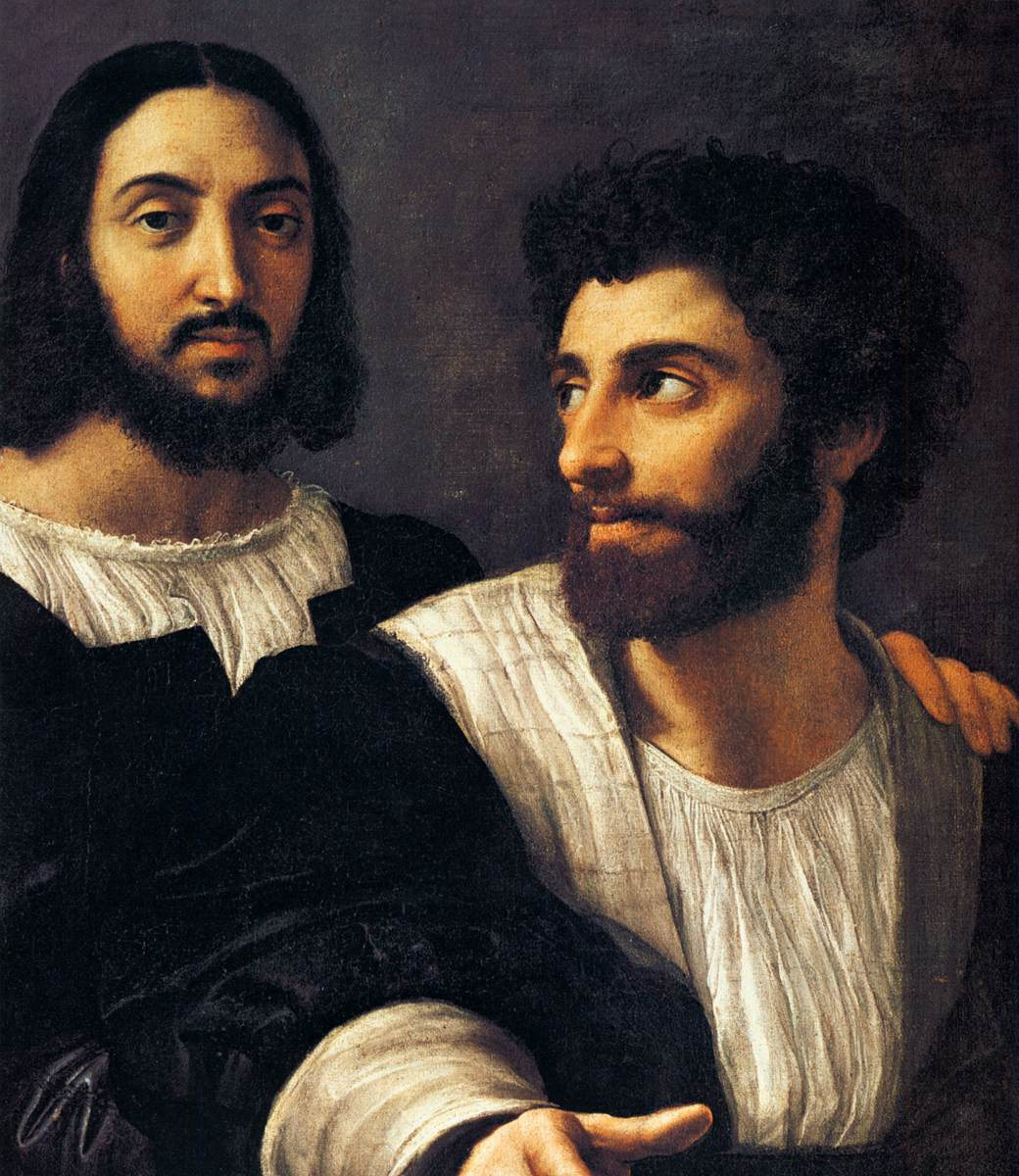
Dettaglio

L'Autoritratto con un amico è un dipinto a olio su tela (99x83 cm) di Raffaello Sanzio, databile al 1518-1520 circa e conservato nel Museo del Louvre a Parigi.

## Storia
Non si conosce l'identità dell'uomo ritratto davanti a Raffaello con una sua mano sulla spalla. La tradizione indica il suo maestro di scherma, perché appoggia la mano sull'elsa di una spada, mentre la critica vi ha letto la rappresentazione di un allievo (magari Polidoro da Caravaggio o Giulio Romano) o di un amico e committente, come Giovanni Battista Branconio per il quale Raffaello aveva progettato in Borgo il distrutto Palazzo Branconio dell'Aquila, o ancora Pietro Aretino, Baldassarre Peruzzi o Antonio da Sangallo il Giovane. Gli inventari sei-settecenteschi si sbizzarriscono facendo i nomi del Pordenone o del Pontormo, ma tali ipotesi sono smentite da altre effigi note e meglio documentate.
Si ignora la provenienza del dipinto e se appartenne a Francesco I di Francia; la sua presenza nel castello di Fontainebleau è documentata solo agli inizi del Seicento. L'attribuzione a Raffaello è ormai consolidata (Berenson, Adolfo Venturi, Pallucchini...), ma in passato si fece il nome anche di Sebastiano del Piombo.

## Descrizione e stile
Su uno sfondo scuro uniforme, Raffaello, che ha la barba e somiglia all'autoritratto degli Uffizi e a quelli nelle Stanze vaticane, guarda lo spettatore come a presentargli il personaggio davanti a lui, che si volge all'indietro. Interessante è il dialogo con lo spettatore invisibile, sottolineato dalla mano distesa che indica chi guarda, come se fossimo davanti a un vero e proprio scambio di presentazioni. Inoltre lo spadino è un dettaglio che ci mostra l'animo senz'altro attivo e vivo del personaggio che lo porta alla cinta.
Il taglio dei personaggi è ravvicinato, a mezza figura, la luce proveniente da sinistra, con giochi di sguardi e gesti di immediata colloquialità. Oltre al gesto amichevole tra i due della mano sulla spalla, evidente è il loro legame anche dall'analogia della veste e della barba, come andava di moda tenere nei primi decenni del Cinquecento.
Si tratta di un brillante esempio di come in quegli anni si andassero sviluppando modi più monumentali e dinamici, secondo l'esempio anche di Sebastiano del Piombo.